# NGC 6509
NGC 6509 је спирална галаксија у сазвежђу Змијоноша која се налази на NGC листи објеката дубоког неба.
Деклинација објекта је + 6° 17' 14" а ректасцензија 17h 59m 25,3s. Привидна величина (магнитуда) објекта NGC 6509 износи 12,6 а фотографска магнитуда 13,3. Налази се на удаљености од 28,2000 милиона парсека од Сунца. NGC 6509 је још познат и под ознакама UGC 11075, MCG 1-46-2, CGCG 56-6, IRAS 17569+0617, PGC 61230.